# Supernova 185
Die Supernova 185 (SN 185) war eine im Dezember des Jahres 185 beobachtete Supernova. Sie trat nahe Alpha Centauri zwischen den Sternbildern Zentaur und Zirkel auf und erreichte eine geschätzte Helligkeit von −6 bis −8 mag. Die Supernova 185 wurde von chinesischen Astronomen beobachtet  und beschrieben und ist somit die älteste beschriebene Supernova der Geschichte.

## Historische Beschreibung
In dem im 5. Jahrhundert erstellten Buch der Späteren Han (Hou Hanshu), einer Chronik der chinesischen Geschichte von 25 bis 220 n. Chr., wird in den Astrologischen Annalen beschrieben, wie Astronomen im zweiten Jahr der Zhongping-Ära des Kaisers Han Lingdi im chinesischen Sternbild Nanmen das Erscheinen eines „Gaststerns“ beobachteten. Dieser Stern war über mehrere Monate sichtbar, variierte in der Farbe und wurde schließlich immer lichtschwächer, bis er verschwand.
Das Erscheinen des „Gaststerns“ konnte anhand der Annalen auf den 7. Dezember 185 datiert werden, das Verschwinden der Erscheinung auf den Sommer der Jahre 186 oder 187. Das Sternbild Nanmen (südliches Tor) wird mit den Sternen Alpha und Beta Centauri in Verbindung gebracht.
Es ist unter Historikern umstritten, ob das Ereignis auch in der römischen Literatur beschrieben ist. Mögliche Hinweise in antiken Texten gehen aber nicht über die Informationen hinaus, die das Hou Hanshu liefert.

## Wissenschaftliche Bewertung
Die Identifizierung des im Hou Hanshu beschriebenen „Gaststerns“ als eine Supernova war lange Zeit umstritten. Andere Lesarten des chinesischen Textes wurden als die Beschreibung eines Kometen oder als die gleichzeitige Erscheinung einer Supernova mit der Beobachtung des Kometen Swift-Tuttle interpretiert. Da die chinesischen Astronomen aber keine Bewegung des neuen Sterns beschrieben haben, gilt die Deutung als Komet als unwahrscheinlich. Die Supernova 185 ist somit die älteste dokumentierte Supernova der Geschichte.
Ende der 1950er Jahre wurde der 8200 Lichtjahre entfernte Emissionsnebel RCW 86 entdeckt, der schon bald mit dem „Gaststern“ aus dem Jahr 185 in Verbindung gebracht wurde. Untersuchungen bestätigten, dass es sich bei RCW 86 tatsächlich um Supernovaüberreste handelt; eine genauere Datierung der Supernova, deren Überreste RCW 86 darstellen, gelang im Jahr 2006 mit Hilfe des Röntgenteleskops Chandra und des Weltraumobservatoriums XMM-Newton. Demnach ist der beobachtete Überrest etwa 1800 Jahre alt, was mit dem Alter der im Hou Hanshu beschriebenen Erscheinung gut übereinstimmt.